# پیوندناهمگون
پیوندناهمگون یا پیوندنامتجانس یا هیتروجانکشن (به انگلیسی: Heterojunction) محل پیوند بین دو لایه یا ناحیه مختلف از بلور نیم‌رساناهای غیر یکسان است. این مواد نیم‌رسانا برخلاف پیوند‌همگون شکاف انرژی مختلفی دارند.
ترکیب چندگانه پیوند‌های-ناهمگون در یک قطعه باعث ایجاد هیترواستراکچر یا ساختار-ناهمگون می‌شود. البته گاهی این دو کلمه به جای یکدیگر استفاده می‌گردند.

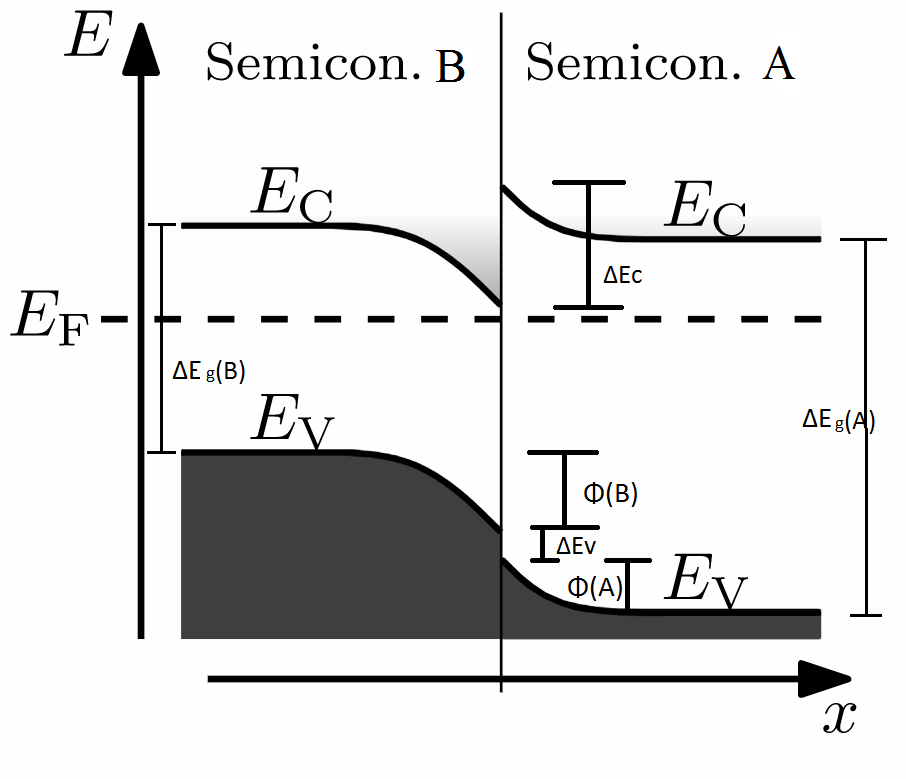
در شماتیک پیوندناهمگون تراز نوع I، ما به وضوح می‌توانیم پتانسیل یکپارچه Φbi = Φ(A) + Φ(B) را مشاهده کنیم.

## ساخت و کاربردها
برای ساخت پیوندناهمگون نیاز به فناوری‌های «برآرایی باریکه مولکولی» (MBE) یا «انباشت به روش تبخیر شیمیایی» (CVD) است تا بتوان ضخامت ماده انباشت شده را به دقت کنترل کرد و یک ظاهر لبه دار متناسب با بلور تولید کرد.